# Калонтаров, Иосиф Якубович
Иосиф Якубович Калонтаров (1933-2025) — советский и таджикистанский учёный (химик-технолог), доктор технических наук (1972), профессор (1978), заслуженный изобретатель Таджикистана (1983), заслуженный деятель науки и техники Республики Таджикистан (1994).

## Биография
Родился в 1933 году в Ташкенте, в еврейской семье. Сын лингвиста Якуба Исхаковича Калонтарова (1903—1987) и этнографа Розалии Львовны Неменовой (1908—1988).
Окончил среднюю мужскую школу № 5 в Сталинабаде (Душанбе) (1951) и химико-технологический факультет Ленинградского текстильного института (1956, с отличием).
в 1956—1958 гг. работал на Текстильном комбинате Душанбе: мастер, начальник цеха. Затем учился в аспирантуре, в 1962 г. защитил кандидатскую диссертацию.
С 1962 по 1995 г. в Институте химии Академии наук Таджикистана, последняя должность — заведующий отделом волокнообразующих полимеров.
Профессор кафедр органической химии и химии высокомолекулярных соединений Таджикского Госуниверситета.
Область научных интересов: модификации волокнообразующих полимеров, органические красители, текстильная химия.
Автор (соавтор) более 300 научных публикаций. Монографии:
- «Устойчивость окрасок текстильных материалов» (1985, Москва),
- «Придание текстильным материалам биоцидных свойств и устойчивости к микроорганизмам» (1981, Душанбе),
- "Активные красители и их применение в текстильной промышленности (Москва, 1961),
- «Свойства и методы применения активных красителей» (1970, Душанбе).

Доктор технических наук (1972), профессор (1978).
Член редколлегий журналов «Текстильная химия» (1990—1995) и «Известия АН Таджикистана. Отделение физико-математических и геолого-химических наук» (1989—1995).
С 1995 года живёт в США. Ответственный Секретарь Общественного научного центра — клуба «Рошнои» (с 1997), ответственный и исполнительный редактор журнала «Надежда».
Соавтор книг:
- «Прозвища бухарских евреев» (2002),
- «A History and Culture of the Bukharian Jews» (1-е изд. — 2007, 2-е изд. — 2012),
- «Нам двадцать лет» (2012).

Редактор и соавтор «Истории бухарских евреев. 1865—2000» в 2 томах (2005), редактор книги «Мудрость трёх народов» (2002).
Иосиф Калонтаров скончался 6 февраля 2025 г. в 91 лет в Нью Йорке, США.

## Звания и награды
Изобретатель СССР. Заслуженный изобретатель Таджикской ССР (1983), заслуженный деятель науки и техники Республики Таджикистан (1994).